# Sydne Vogel
Sydne Vogel (* 20. Juni 1979 in Anchorage) ist eine deutsch-amerikanische Eiskunstläuferin.

## Biografie
Die aus Alaska stammende Sydne Vogel war eine frühe Rivalin der Olympiasiegerin von Nagano, Tara Lipinski, die sie 1995 bei den US-Juniorenmeisterschaften schlug. 1997 wurde Vogel
Juniorenweltmeisterin.
Nach privaten Problemen und Verletzungen versuchte Sydne Vogel in Deutschland ein Comeback. Sie wechselte 2002 nach Oberstdorf zu Michael Huth, blieb jedoch bei den nationalen Titelkämpfen 2003 ohne Erfolg. Sie kehrte in die USA (Alaska) zurück, wo sie nach einjähriger Wettkampfpause ab April 2004 bis ins Jahr 2006 wieder bei kleineren Wettkämpfen startete. 
Sie studierte im Anschluss an ihre Sportlerkarriere Medizin und schloss ihr Studium 2018 als Notfallmedizinerin ab. Sydnie Vogel, verheiratete McKenie, hat zwei Kinder.

## Erfolge/Ergebnisse
| Wettbewerb/Saison           | 1994/95 | 1995/96 | 1996/97 | 1997/98 | 1998/99 | 1999/00 | 2000/01 | 2001/02 | 2002/03 |
| --------------------------- | ------- | ------- | ------- | ------- | ------- | ------- | ------- | ------- | ------- |
| Juniorenweltmeisterschaften | –       | –       | 1       | –       | –       | –       | –       | –       | –       |
| US-Meisterschaften          | 1 J     | 4       | –       | 9       | 15      | –       | –       | –       | –       |
| Deutsche Meisterschaften    | –       | –       | –       | –       | –       | –       | –       | –       | 15      |
| GP Skate America (USA)      | –       | –       | 3       | –       | –       | –       | –       | –       | –       |
| GP Sparkassen Cup (D)       | –       | –       | –       | 10      | –       | –       | –       | –       | –       |
| GP NHK Trophy (JPN)         | –       | –       | –       | 13      | –       | –       | –       | –       | –       |
| Nebelhorn Trophy            | –       | –       | 2       | –       | 6       | –       | –       | –       | –       |

Legende: J = Junioren; GP = Grand Prix

### Andere Wettbewerbe
- 1995 – 1. Rang – Pokal der blauen Schwerter, Chemnitz